# Infektionsverstärkende Antikörper
Als infektionsverstärkende Antikörper (engl. antibody dependent enhancement, ADE) werden Antikörper bezeichnet, die sich an die Oberfläche von Viren binden, diese jedoch nicht neutralisieren, sondern zu einer verbesserten Aufnahme des Virus in eine Zelle führen und damit die Ausbreitung und Vermehrung des Virus begünstigen. Infektionsverstärkende Antikörper fördern eine Immunpathogenese und bilden eine mögliche Gefahr bei der Entwicklung von Impfstoffen.

## Eigenschaften
Infektionsverstärkende Antikörper werden bei einer Erstinfektion mit einigen Viren gebildet und bewirken erst bei einer Zweitinfektion mit dem gleichen oder einem ähnlichen Subtyp des Virus einen schwereren Krankheitsverlauf. Dieser Mechanismus schränkt die Möglichkeit einer Impfung bei einigen Viren erheblich ein, da die Erstinfektion in diesem Fall durch Gabe eines Impfstoffes zur aktiven Immunisierung imitiert wird und infektionsverstärkende Antikörper gebildet werden können. Auch Hyperimmunglobuline zur passiven Immunisierung können infektionsverstärkende Antikörper enthalten und so ebenfalls einen gegenteiligen Effekt verursachen.

## Entdeckung
Das Phänomen des ADE wurde zuerst 1979 bei Infektionen von Rhesusaffen mit verschiedenen Subtypen des Dengue-Virus beobachtet, denen man zuvor als passive Immunisierung gegen Dengue-Virus gerichtete Antikörper verabreichte. Ursache für den infektionsverstärkenden Effekt ist die Bildung von schlecht oder nicht neutralisierenden Antikörpern bei einer Infektion mit einem der vier Subtypen des Dengue-Virus oder eine zu geringe Konzentration von neutralisierenden Antikörpern. Besonders die Subtypen-übergreifenden (kreuzreagierenden) Antikörper, die gegen Epitope des E-Proteins der Dengue-Viren gebildet werden, zeigen eine infektionsverstärkende Wirkung. Werden beispielsweise nach einer Infektion mit dem Subtyp 1 Antikörper gebildet, so vermögen diese eine erneute Infektion mit dem Subtyp 1 zu verhindern und die Viren zu neutralisieren. Erfolgt eine Infektion mit einem sehr ähnlichen Subtyp 2, neutralisieren die gegen Subtyp 1 gebildeten Antikörper den Subtyp 2 nicht so, dass alle Oberflächenproteine eines Virions von Antikörpern abgedeckt werden. Die Viren binden nun die IgG-Antikörper mit ihrem Fab-Fragment, während das Fc-Fragment nach außen weist. Dieses Fc-Fragment wird von Fc-Rezeptoren der Makrophagen und Monozyten gebunden und eine Aufnahme der Viren und Infektion dieser Zellen eingeleitet.
Die infektionsverstärkende Wirkung von spezifischen Antikörpern beim Dengue-Fieber erschwert die Entwicklung von klassischen Dengue-Virus-Impfstoffen erheblich.

## Beispiele
Infektionsverstärkende Antikörper werden auch bei der infektiösen Peritonitis der Katze beobachtet, wenn es zu Reinfektionen mit den beiden Serotypen des felinen Coronavirus kommt. Dabei tritt der Effekt auch bei Reinfektionen mit dem gleichen Serotyp auf.
ADE wird auch bei Infektionen mit Picornaviren beobachtet und hier besonders bei Coxsackievirus-B-Infektionen; ein Zusammenhang mit postinfektiösen Autoimmunerkrankungen wird diskutiert.
Im Zellkultursystem gibt es Hinweise auf ADE bei Mitgliedern der Filoviridae wie Marburg-Virus und Ebolavirus, was einen wichtigen Hinweis auf die noch im Detail ungeklärte Pathogenese darstellt.
Bei Schweinen wurde ein ADE bei Influenzaviren beschrieben, mit Antikörpern, die nahe der Fusionsdomäne des HA2 binden.
Bei der Entwicklung von COVID-19-Impfstoffen wird die Bildung infektionsverstärkender Antikörper als theoretisches Risiko diskutiert. Im Rahmen der bisherigen Untersuchungen wurde das Auftreten einer Antikörper-bedingten Infektionsverstärkung nicht beobachtet.